# Carbamoil fosfato sintase II
Carbamoil fosfato sintetase (glutamina-hidrólise) (EC 6.3.5.5) é uma enzima que catalisa as reações que produzem fosfato de carbamoil no citosol (ao contrário do tipo I, que funciona nas mitocôndrias). Seu nome sistêmico é hidrogênio-carbonato:L-glutamina amido-ligase (formadora de ADP, fosforilante de carbamato).
Na biossíntese da pirimidina, ela atua como enzima limitante da taxa e catalisa a seguinte reação:
2 ATP + L-glutamina + HCO 3− + H2O {\displaystyle \rightleftharpoons } 2 ADP + fosfato + L-glutamato + carbamoil fosfato (reação geral)
(1a) L-glutamina + H 2 O {\displaystyle \rightleftharpoons } L-glutamato + NH3
(1b) 2 ATP + HCO3− + NH3 {\displaystyle \rightleftharpoons } 2 ADP + fosfato + fosfato de carbamoil
É ativado por ATP e PRPP e é inibido por UTP (trifosfato de uridina) Nem CPSI nem CPSII requerem biotina como coenzima, como visto na maioria das reações de carboxilação.
É um dos quatro domínios enzimáticos funcionais codificados pelo gene CAD. O gene CAD é um gene grande. Ele usa uma única fita para codificar essas tarefas enzimáticas.